# Сабина, Хоакин
Хоаки́н Рамо́н Марти́нес Саби́на (исп. Joaquín Ramón Martínez Sabina, род. 12 февраля 1949, Убеда, Испания) — испанский рок-музыкант, поэт, певец, композитор; один из столпов современной испаноязычной поп- и рок-культуры. Автор-исполнитель, поставивший своё имя в один ряд с именами Боба Дилана, Жака Бреля, Сержа Генсбура или Бориса Гребенщикова, сходным образом оказавших влияние на культуру стран родного языка.

## Биография
Родился 12 февраля 1949 г. в городе Убеда, андалусской провинции Хаэн, Испания. Сын комиссара полиции, он начал сочинять стихи в возрасте 14 лет и вместе с друзьями основал группу «Весёлые Юнцы» (los Merry Youngs), чей репертуар, в основном, состоял из кавер-версий песен Элвиса Пресли, Чака Берри и Литтл Ричарда. Получил начальное образование в семинарии Кармелиток (monjas Carmelitas) и среднее образование у Салезианцев (sacerdotes Salesianos). В те годы среди его литературных предпочтений — поэзия Фра Луиса де Леона, Хорхе Манрике, Хосе Йерро, сочинения Пруста, Джойса, Герберта Маркузе.
В 1968 г. поступает в Гранадский университет на факультет романской филологии. Здесь сходится с леворадикальным движением, выступавшим против франкистской диктатуры. В 1970 г. начинает сотрудничать с газетой «Поэзия-70» (Poesía 70), в которой работает вместе с Луисом Эдуардо Ауте и Карлосом Кано. В том же году принимает участие в акции протеста против т. н. Бу́ргосского процесса, в ходе которого 16 человек, обвиненных в терроризме и сотрудничестве с баскской экстремистской группировкой «ЭТА», были приговорены к смертной казни; Сабина швыряет «коктейль Молотова» в здание Банка Бильбао. В итоге Хоакин вынужден искать прибежища за границей. По подложным документам ему удаётся выехать в Англию.
В Лондоне он пишет свои первые песни, выступает в клубах. Происходит курьёзный случай. Однажды (1975) он пел свои песни в кабачке «Mexicano-Taverna», где в этот вечер праздновал день рождения Джордж Харрисон. До сих пор в доме Сабины хранится пятифунтовая купюра, которой экс-битл заплатил музыканту.
Вместе с друзьями Сабина открывает киноклуб, в котором демонстрируются фильмы Луиса Бунюэля; здесь же ставит театральные спектакли, такие как «Исключение из правил» Бертольда Брехта и «Зубная щётка» Хорхе Диаса. В 1975 году издаёт сборник песенных текстов, озаглавленный как «Воспоминания изгнанника» (Memorias del exilio). Сабина занимается организацией концертов Пако Ибаньеса, Луиса Льяка, Пи де ла Серра и Элизы Серны, аудитория которых — диаспора испанских эмигрантов. Позднее на ББС запустится его музыкальный проект «Последний Крестовый поход» (The Last Crusade).
В 1977 году, после смерти Франко, Сабина возвращается в Испанию. Здесь он женится в первый раз, его жена — Лусия, аргентинка, с которой Хоакин познакомился в эмиграции. Брак был фиктивным, он был заключён с единственной целью — чтобы Хоакин мог не оставаться на ночь в казарме, — в возрасте 28 лет он был призван на службу в Армию, которую проходил на Мальорке.
Позже в его жизни появятся другие женщины, сыгравшие определённую роль в его судьбе. Одна из самых известных спутниц Сабины — Исабель Олиарт, родившая от него двух дочерей.
В 1978 г. Сабина обосновался в Мадриде и здесь выпускает свой первый полноценный альбом — «Инвентарий» (Inventario). В 1971-м выступает в кафе «Мандрагора» (La Mandrágora) вместе с Хавиером Крае и Альбертом Пересом (Alberto Pérez). Среди посетителей заведения оказывается Фернандо Гарсия Тола, который под впечатлением от увиденного приглашает их принять участие в его телешоу «Сегодня вечером» (Esta Noche).
Первый же альбом (Inventario) ставит Сабину за пределы стереотипов, связанных с авторской песней (Сабина до сих пор против того, чтобы считаться автором-песенником (cantautor), замечая, что и звание «поэта» — «слишком необъятный костюм, чтобы примерять его на себя»). Это подтверждает и следующий альбом, «Дурные компании» (Malas compañías), который вышел в 1980 г. Особенную известность получили песни «Допустим, это я о Мадриде» (Pongamos que hablo de Madrid), «Улица Меланхолия» (Calle Melancolía) и «Слишком много» (Qué demasiao). В 1981 г. выходит диск «Мандрагора» (La Mandrágora), песни которого передают атмосферу, царившую некогда в знаменитом клубе.
Позже он начинает работать с группой «Наоборот» (Viceversa), с которой записывает альбом — «Судья» (Juez) и покидает коллектив (1985 г.). В 1986 г. выходит «памятный» диск: Joaquín Sabina y Viceversa en directo, в записи которого приняли участие такие знаменитости, как Луис Эдуардо Ауте, Хавиер Гурручага и Риккардо Сольфа. Начало сотрудничества с Панчо Вароной, которое продлится четверть века.
Ещё более знаменитым Сабина стал с выпуском следующих альбомов: «Отель, милый отель» (Hotel, dulce hotel, 1987), «Человек в сером костюме» (El hombre del traje gris, 1988) и «Ложь во спасение» (Mentiras piadosas, 1990). С их выходом приходит известность и в странах Латинской Америки. В 1992-м издан альбом «Физика и Химия» (Física y Química), в 1994-м «Эти уста — мои» (Esta boca es mía), в 1996-м «Я, мне, меня, с тобой», (Yo, mí, me, contigo).
В 1997 г. Сабина начинает сотрудничать с аргентинским музыкантом Фито Паесом (Fito Páez), и в 1998 год выходит их совместная работа «Закадычные враги» (Enemigos íntimos). Выход промодиска задерживался по причинам разногласий между двумя авторами. Он концертирует с программой «Сабина, вдова и дети в нижнем белье» (Sabina, viuda e hijos en paños menores). На каждом представлении, которое иногда длилось почти три часа, публика с замиранием сердца следила за действом, которое разыгрывала на сцене самая «сыгранная» и профессиональная рок-группа Испании тех дней.
В 1999 г. выходит альбом «19 дней и 500 ночей» (19 días y 500 noches). В Испании был продан тираж в 500 000 экземпляров этого диска, получившего 4 музыкальных премии SGAE в 2000 году и Премию Ондас за лучшую песню.
Летом 2001 г., когда вышел двойник концертных записей «Нам предостаточно поводов» (Nos sobran los motivos), Сабину сразил сердечный приступ, и поэт оказывается на грани жизни и смерти. И хотя через некоторое время певец сумел оправиться от инфаркта, начинается период душевного кризиса. Он пытается покончить с вредными привычками, на восемь месяцев отказывается от табакокурения.
В 2002 г. в свет выходит книга «Исправным почерком» (Con buena letra) — сборник песенных текстов с иллюстрациями, и диск «Выйдем поговорим» (Dímelo en la calle), с восторгом принятый критиками, и сингл «69 точка G» (69 punto G). Гастроли в поддержку альбома не состоялись — певец стал испытывать проблемы с голосовыми связками. Депрессия не проходит, Хоакин удаляется с музыкальной сцены, но пишет много стихов.
Восстание сапатистов в Мексике 1 января 1994 года нашло отражение в одной из песен альбома «Dímelo en la calle», в которой цитируется один из текстов лидера сапатистского движения субкоманданте Маркоса.
Альбом 2005 г. «Утешение в скорби» (Alivio de luto) знаменовал преодоление внутреннего кризиса и возвращение к активной концертной деятельности. Сабина отправляется в тур «Ультрамарин», исполняет акустическую программу с группой старых и верных друзей: Панчо Вароной, Ольгой Роман, Антонио Гарсией де Диего и Педро Барсело.
В 2006 г. начинается турне «Шоссе и из-под полы» (Carretera y top manta) (которое положит начало конфликту Сабины с певцом Рамонсином), на тот момент функционером Общества по защите авторских прав (SGAE: «Пусть идёт в жопу. Такому дураку лучше было не появляться на свет»: «Que se joda. Si es más tonto, no nace»). Программа была построена на электронном звучании и предназначена для выступления «на стадионах». Турне прошло по городам Испании и Южной Америки.
В 2006 г. вышла книга интервью «Во плоти» (En carne viva). Её автор, Хавиер Менендес Флорес, уже выпускал в 2000 г. книгу о певце — «Хоакин Сабина. Извините за грусть» (Joaquín Sabina. Perdonen la tristeza). Оба издания мгновенно исчезли с полок книжных магазинов.
В ноябре 2006 г. издана антология «Точка… и далее» (Punto… y seguido), включившая весь перечень альбомов, работ, созданных в соавторстве и некоторые раритеты (всего в комплекте 18 CD и 2 DVD).
В 2007 г. состоялись совместные выступления с Жуаном Мануэлем Серратом.

## Любопытные факты из жизни
- В Лондоне в течение года жил сквоттером (okupa) в доме напротив Лондонского цирка;
- Двух дочерей от Изабелль Олиарт зовут Кармела (1989) и Росио (1991);
- В 1968 г. отец Сабины, комиссар полиции, получил приказ арестовать собственного сына, уличённого в бомбометании («коктейль Молотова»).
- В 1974 г. в кабачке «Mexicano-Taverna» Джордж Харрисон пожертвовал выступавшему там Сабине пять фунтов. В интервью Сабина часто рассказывал, что хранит эту купюру как дорогую реликвию, но однажды признался журналистам, что «в действительности, я их пропил в тот же вечер».
- Сабина позировал обнажённым журналу «El País Semanal[исп.]» в 1999 г.
- Является болельщиком уругвайского клуба «Пеньяроль»[2].

## Дискография
- Inventario(1978)
- Malas compañías (1980)
- Mandrágora(1981)
- Ruleta rusa (1984)
- Juez y parte (1985), con Viceversa
- Hotel, dulce hotel (1987)
- El hombre del traje gris (1988)
- Mentiras piadosas (1990)
- Física y Química (1992)
- Esta boca es mía (1994)
- Yo, mi, me, contigo (1996)
- Enemigos íntimos (1998), con Fito Páez
- 19 días y 500 noches (1999)
- Nos sobran los motivos (2000)
- Dímelo en la calle (2002)
- Diario de un peatón (2003)
- Todos_hablan_de_ti (2003)
- Alivio de luto (2005)
- Punto…y_seguido (2006)

## Концертные альбомы
- La Mandrágora (1981), с Хавьером Крае и Альберто Пересом
- En directo (1986), с Viceversa и другими приглашёнными артистами
- Nos sobran los motivos (2000)

## Сборники
- Diario de un peatón (2003). Двойник формата диск-книга, который включает альбом «Dímelo en la calle», более ранние записи и выдержки из книги «Con buena letra».
- Todos Hablan de ti (2004).
- Punto…y seguido (2006). Коллекция из 18 CD и 2 DVD, в которую включена вся официальная дискография (кроме «Inventario»), видеоклипы, живые выступления и неизданные песни («CD Extra»).

## Посвящения
- «Donde más duele. María Jiménez canta por Sabina», 2002 (Donde más duele) : Песни в исполнении Марии Хименес[исп.], при участии Сабины и группы Estopa;
- «…entre todas las mujeres» (2003). 13 песен в исполнении певиц: Ана Белен, Чавела Варгас и др.

## Книги
- De lo cantado y sus márgenes 1986). Стихи, основанные на текстах альбома «Inventario».
- El hombre del traje gris (1989). Партитуры.
- Ciento volando de catorce (2001), книга сонетов.
- Con buena letra (2002). Сборник литературных произведений.
- Esta boca es mía (2005). Сборник сатирических стихов. Опубликованных в еженедельнике «Интервью» (Interviú).
- Con buena letra 2 (2005). Сборник произведений.
- Sabina en carne viva. Yo también sé jugarme la boca (2006). Совместно с Хавиером Менендесом Флоресом (Javier Menéndez Flores).